# Jean-Claude Gérard
Jean-Claude Gérard es un flautista francés. estudió flauta en el Conservatoire National Supérieur de Musique de París con el legendario Marcel Moyse. Ganó muchos concursos internacionales y comenzó su carrera en París, tocando con la Orquesta des Concerts Lamoureux y en la Ópera de París. 
Desde 1989 ha sido profesor en la Universidad de Música y Artes Escénicas de Stuttgart. También es conferenciante en la Academia Bach internacional de Stuttgart, en el Festival de música Schleswig-Holstein y en el Maguncia Villa Musica. 
Jean-Claude Gérard es miembro del Deutsche Bläsersolisten, el Ensemble Villa Musica y el Bach-Collegium Stuttgart bajo la dirección de Helmuth Rilling.